# Friedlieb Ferdinand Runge

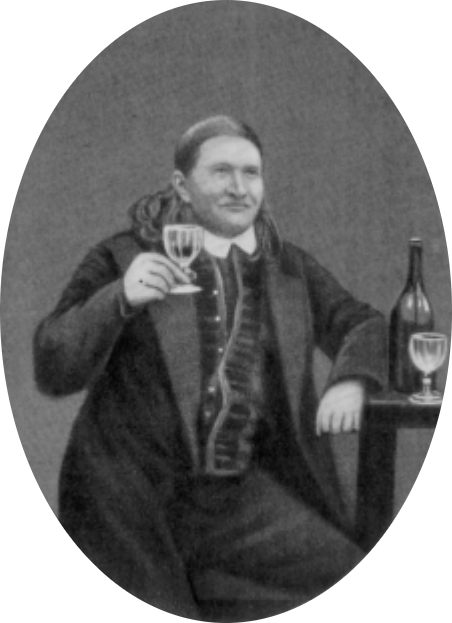
Friedlieb Ferdinand Runge

Friedlieb Ferdinand Runge (Amburgo, 8 febbraio 1794 – Oranienburg, 25 marzo 1867) è stato un chimico tedesco.

## Biografia
Nel 1819, incoraggiato dallo scrittore Goethe ad analizzare chicchi di caffè, scoprì la caffeina.